# CRYBB2
CRYBB2 (англ. Crystallin beta B2) – білок, який кодується однойменним геном, розташованим у людей на короткому плечі 22-ї хромосоми. Довжина поліпептидного ланцюга білка становить 205 амінокислот, а молекулярна маса — 23 380.
| 10         |  | 20         |  | 30         |  | 40         |  | 50         |
| ---------- |  | ---------- |  | ---------- |  | ---------- |  | ---------- |
| MASDHQTQAG |  | KPQSLNPKII |  | IFEQENFQGH |  | SHELNGPCPN |  | LKETGVEKAG |
| SVLVQAGPWV |  | GYEQANCKGE |  | QFVFEKGEYP |  | RWDSWTSSRR |  | TDSLSSLRPI |
| KVDSQEHKII |  | LYENPNFTGK |  | KMEIIDDDVP |  | SFHAHGYQEK |  | VSSVRVQSGT |
| WVGYQYPGYR |  | GLQYLLEKGD |  | YKDSSDFGAP |  | HPQVQSVRRI |  | RDMQWHQRGA |
| FHPSN      |  |            |  |            |  |            |  |            |

A: Аланін

C: Цистеїн

D: Аспарагінова кислота

E: Глутамінова кислота

F: Фенілаланін

G: Гліцин

H: Гістидин

I: Ізолейцин

K: Лізин

L: Лейцин

M: Метіонін

N: Аспарагін

P: Пролін

Q: Глутамін

R: Аргінін

S: Серин

T: Треонін

V: Валін

W: Триптофан

Задіяний у такому біологічному процесі, як ацетилювання. 